# مونيكا علي
مونيكا علي (بالإنجليزية: Monica Ali) (20 أكتوبر 1967، دكا في بنغلاديش)، لأم إنجليزية وأب بنغالي. قضت جزءًا من طفولتها في بنغلاديش قبل أن تنتقل عائلتها إلى بولتون، إحدى ضواحي لندن.
برزت مونيكا على الساحة الأدبية بعد صدور روايتها الأولى بريك لين، التي حققت مبيعات كبيرة، واختيرت على إثرها ضمن قائمة مجلة جرانتا لأفضل عشرين كاتبًا في بريطانيا عام 2003، كما وصلت الرواية إلى القائمة القصيرة لجائزة البوكر في العام نفسه. بعد ذلك، لم تنشر سوى رواية واحدة بعنوان سماء ألينتيجو.

## رواية بريك لين
رواية "بريك لين" للكاتبة منى علي، صادرت عام 2003,  بريك لين (بالإنجليزية: Brick Lane) هو شارع يقع في قلب حي الجالية البنغلاديشية في لندن.  تتابع حياة نازنين، وهي امرأة بنغلاديشية تنتقل إلى لندن في سن الثامنة عشرة لتتزوج من رجل أكبر منها سنًا يُدعى شانو. يعيشان في حي "تاور هامليتس" في لندن. في البداية، كانت نازنين لا تعرف من اللغة الإنجليزية سوى كلمتي "آسفة" و"شكرًا"، وتتناول الرواية مسار حياتها وتكيفها داخل المجتمع المحلي، كما ترسم ملامح شخصية زوجها شانو، والمجتمع العرقي الأكبر الذي يحيط بهما. تتضمن الرواية أيضًا سردًا موازيًا لتجربة أخت نازنين، حسينة، من خلال الرسائل التي تتبادلها مع أختها.

## دور القراءة
تتحدث مونيكا علي عن تأثير القراءة في نشأتها قائلة:
"في طفولتي، كنت أجد في الكتب ملاذي الأوحد. كانت الروايات مهربي من الوحدة وضغوط الحياة، وطريقتي الوحيدة للسفر إلى عوالم بعيدة. لقد منحتني دروسًا لم أتعلمها في المدرسة. كثيرًا ما يتحدث الناس عن "الذوبان في رواية"، وبالنسبة لي كمراهقة، كان هذا ما أبحث عنه تمامًا — وكنت قادرة على تحقيقه. كلما غصت أعمق، شعرت براحة أكبر. وربما لهذا أكتب اليوم: لأعيش تجربة الغوص في منظور مختلف للحياة".

## مؤلفاتها:
كتبت مونيكا علي عددا من الروايات التي تناولت قضايا الهوية، الاندماج الثقافي، والطبقية في بريطانيا الحديثة منها:
- 1- بريك لين(Brick Lane)
- 2- سماء ألينتيجو (Alentejo Blue)
- 3- في المطبخ (In the Kitchen)
- 4- القصة التي لم ترو (Untold Story)
- 5- زواج الحب (Love Marriage)